# Sarah Bolger
Sarah Lee Bolger (rođena 28 veljače 1991. godine) poznata je irska glumica. Poznata je po ulogama u nekoliko proslavljenih serija i filmova kao što je film U Americi (eng. In America), seriji Tudori te američkoj TV drami Once upon a time.

## Biografija
Sarah je rođena u glavnom irskom gradu Dublinu, kći je Monice i Dereka. Ima mlađu sestru koja se isto bavi glumom, a zove se Emma Bolger. Pohađala je kazališnu školu u Dublinu te gimnaziju Loreto.

## Televizijska karijera
Svoju glumačku kraijeru započela je u Americi sa svojom sestrom Emmom. Dvije godine (2008. do 2010.) je glumila u seriji Tudori koja je stekla veliku popularnost među publikom. Također je glumila u filmu The Spiderwick te u filmu Stormbreaker. Sarah je gostovala u drugoj sezoni televizijske drame Once Upon a Time.

## Vanjske poveznice
1. IMDB
2. SarahBolger.com  Arhivirana inačica izvorne stranice od 10. ožujka 2013. (Wayback Machine)